# Société nationale des transports ferroviaires
La Société nationale des transports ferroviaires (SNTF) (en arabe : الشركة الوطنية للنقل بالسكك الحديدية) est l'entreprise ferroviaire publique algérienne créée en 1976, elle est notamment présente dans les domaines du transport de voyageurs, du transport de marchandises et réalise la gestion, l'exploitation et la maintenance du réseau ferré algérien dont elle est propriétaire.
Par son volume d'activité et la taille de son réseau, la SNTF est la deuxième entreprise ferroviaire d'Afrique après les chemins de fer sud-africains.

## Histoire
La SNTF est créée le 25 mars 1976 par l'ordonnance no 76-28 de l'État algérien pour remplacer la SNCFA.
Le 1er décembre 1990, la SNTF est transformée en Établissement public à caractère industriel et commercial (EPIC).
En 2006, la SNTF passe une commande de 64 rames Stadler Flirt avec la livrée de l’entreprise auprès du constructeur suisse Stadler Rail pour le compte du réseau ferré de la banlieue d'Alger. La mise en circulation des rames s’est faite au cours de l'année 2008 et au début de l'année 2009[réf. nécessaire].
Le 28 janvier 2016, la SNTF lance la réservation en ligne de billet pour les trains grandes lignes, depuis son site.
Le 28 janvier 2018, la SNTF reçoit le premier Coradia Polyvalent d'Alstom, le premier train Coradia Alstom en Afrique.
Le 10 septembre 2018, le système de télécommunication ferroviaire GSM-R est mis en service pour la première fois en Algérie, ce système de télécommunication vise à sécuriser les communications sur un réseau autonome entre le centre installé à Alger et les trains ainsi qu'entre les trains et les opérateurs chargés de l'entretien du réseau.

## Le matériel roulant
La SNTF utilise de nombreux matériels. La plupart des engins de la SNTF portent une livrée à base de bleu. La SNTF dispose d'une grande variété de matériels roulants : locomotives électriques, locomotives Diesel, locotracteurs, autorails, automotrices, voitures voyageurs, etc.
Afin de doper l'activité passagers longues distances, la SNTF a commandé en juillet 2015, pour une livraison entre janvier et juillet 2018, 17 trains Coradia Polyvalent bimodes et adaptés au climat algérien au constructeur français Alstom pour un montant de 200 millions d'euros. Ils seront opérés sur les liaisons longues distances Alger-Oran et Alger-Annaba.
En 2018, le parc roulant de la SNTF se composait de 258 Engins en lignes, de 47 locomotives de manœuvre, de 380 voitures voyageurs, de 10 129 wagons tous types, de 17 autorails CAF diesel-électrique et de 64 rames Stadler Flirt automotrices électriques 25 Kv/CA monophasé.
| Lignes                         | Types                                | Image |
| ------------------------------ | ------------------------------------ | ----- |
| Trains de banlieues            | Rame Stadler Flirt                   |       |
| Trains régionaux (Intervilles) | Autorail CAF ZZ 22                   |       |
| Trains longues distances       | Automotrice Alstom Coradia           |       |
| Trains longues distances       | Locomotives diesel-électrique GM-EMD |       |

## Logotype
En 1975, la Société nationale des chemins de fer algériens (SNCFA) a lancé un concours pour la création d'un nouveau logo à la suite du changement de nom de la compagnie qui deviendra la Société nationale des transports ferroviaires (SNTF). L'appel a été lancé à tous les cheminots d'Algérie afin de proposer un nouveau logo, avec un prix de 5000 dinars algériens à l'époque. C'est le logo d'un mécanicien du dépôt d'Oran nommé Mézouar qui a remporté le concours, devenant ainsi le logo actuel.

## Réseau

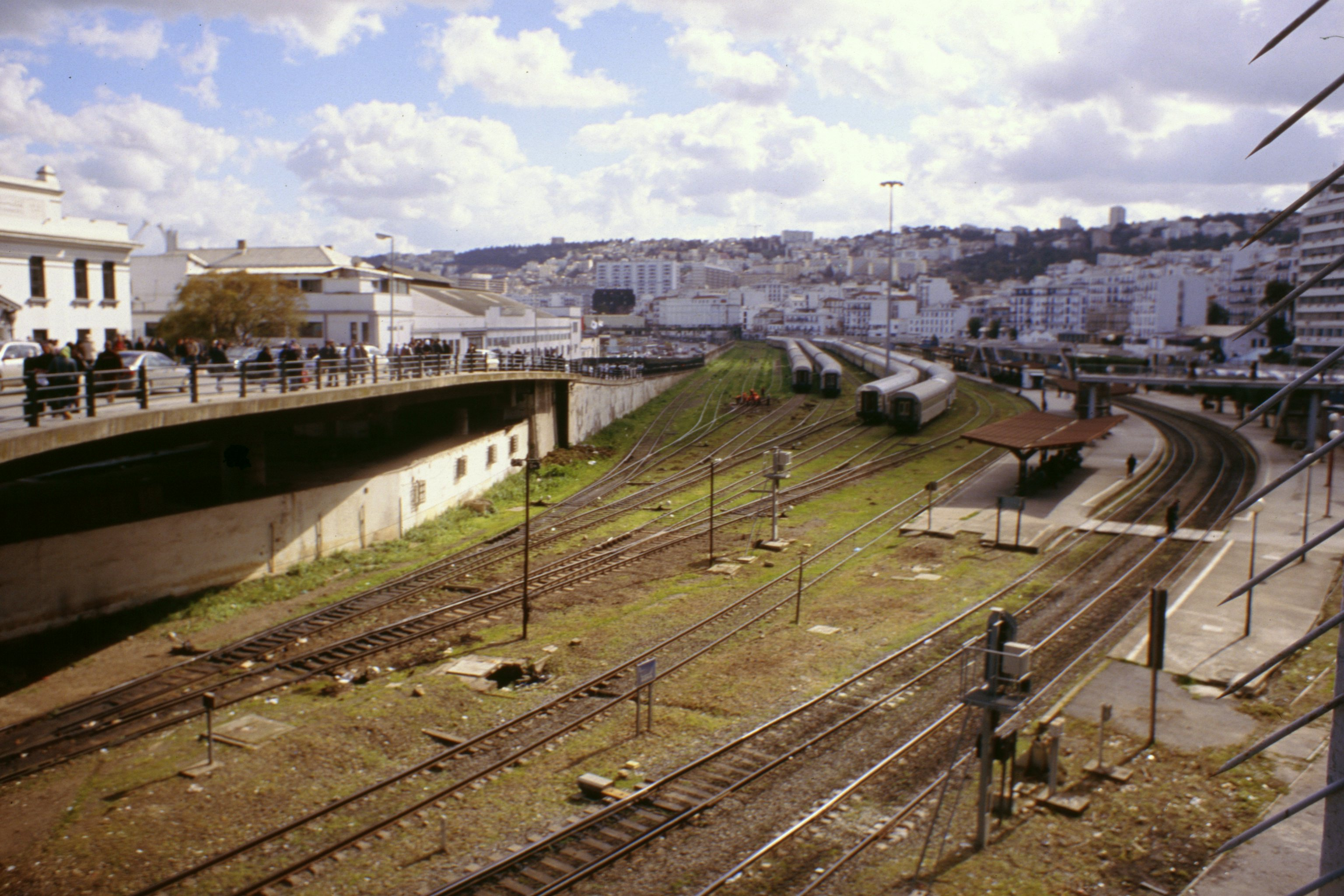
La Gare de l'Agha à Alger.

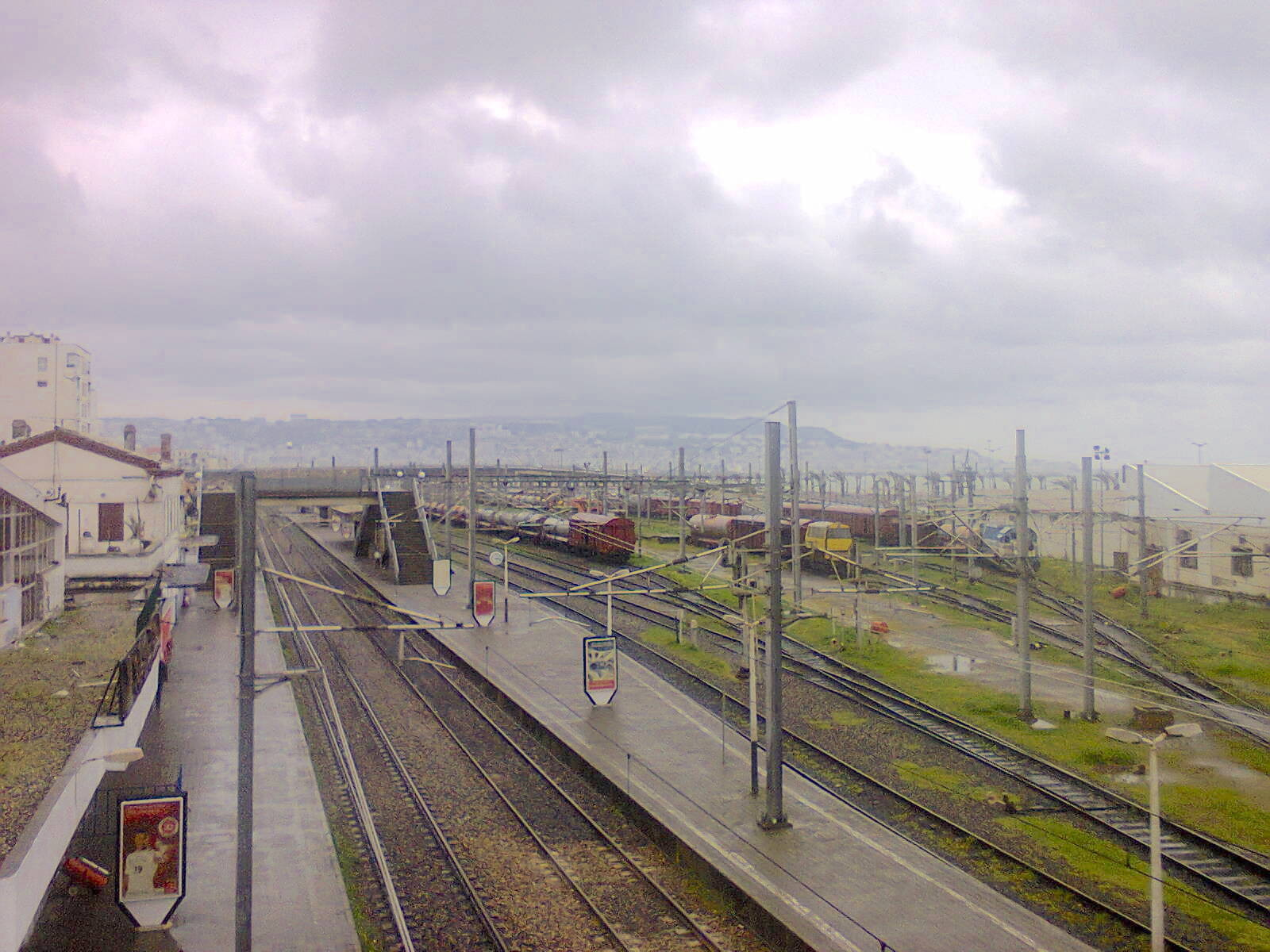
Gare de Hussein Dey, Alger

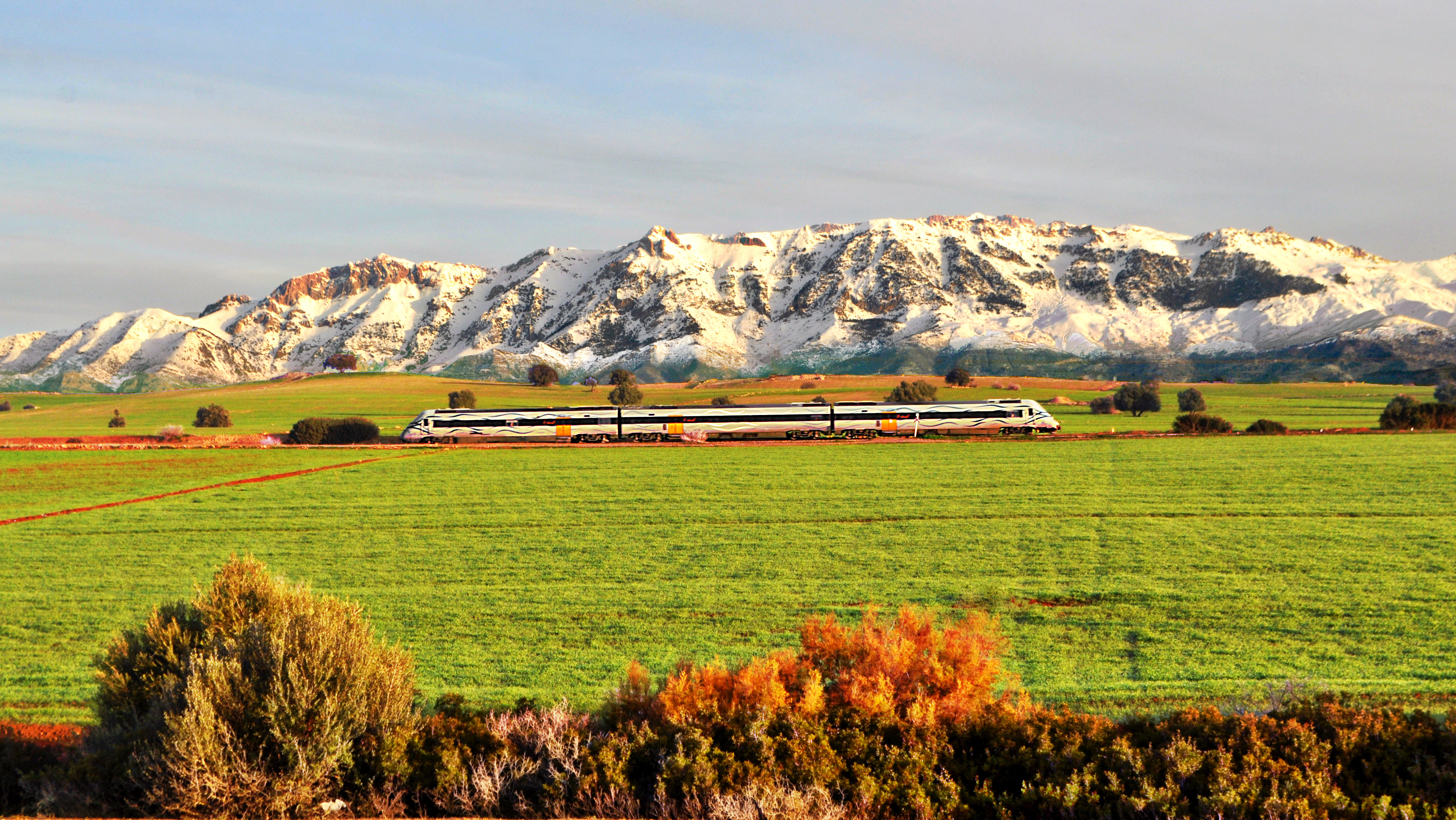
Un autorail circulant dans la campagne.

Le réseau algérien compte 4 560 km de lignes, en voie standard (UIC), dont 480 électrifiées.

## Trafic
Durant la présentation du bilan d'activité 2023 de son secteur, le ministre des Transports, Mohamed El Habib Zahana, a annoncé que la SNTF avait transporté environ 36 millions de passagers et 5 millions de tonnes de marchandises, et ce grâce à l’exploitation de plus de 4 200 km de lignes ferroviaires, de 380 voitures pour le transport des voyageurs et de 10 317 wagons pour le transport des marchandises.
En 2015, la SNTF avait transporté environ 32 millions de passagers et 4,5 millions de tonnes de marchandises. A l'époque, l'ambition affichée par la société était d'atteindre à l'horizon 2020 le chiffre de 80 millions de voyageurs transportés et 30 millions de tonnes de marchandises.

## Situation financière
Le chiffre d'affaires brut global de la SNTF s'élève à 4 milliards de dinars en 2014.
En 2022, Djamel Chaâlal, directeur central à la SNTF, avait expliqué que les revenus de la SNTF sont estimés à 18 milliards de dinars. Les dépenses totales de la SNTF, y compris les salaires, les frais de maintenance du rail et des équipements, sont de l’ordre de 33,9 milliards de dinars dont 23 milliards pour la partie salaires des 16 000 employés. Le déficit annuel est de 15,9 milliards de dinars. La SNTF possède 3 sources d’entrées financières : le transport des voyageurs et des marchandises (4,3 milliards de dinars), la dotation de l’État pour la maintenance des infrastructures de base (3 milliards de dinars) et le différentiel du prix du ticket. Ainsi, la SNTF ne facture pas le prix du ticket au tarif réel. L’État algérien prend en charge le différentiel entre tarif réel et tarif facturé et verse une dotation annuelle qui était de 9,7 milliards de dinars au lieu des 14 milliards de dinars prévus par le cahier de charges,.

## Filiales et participations
- Infrarail
- Société algérienne de formation ferroviaire Interdisciplinaire (SAFFI)
- Société de transport de grains (STG)
- Rail Express
- Société de transport intermodal de marchandises (STIM)
- Rail Link Algérie
- Rail Logistic
- Restau Rail
- Rail Pub Affichage
- Rail Télécom
- ESTEL Rail Automation
- SETI Rail
- Société de transport des produits énergétiques (STPE)
- Rail Electr

## Gouvernance

### Direction de l'entreprise
- Abdelhamid Lalaimia (1996-2008)
- Mourad Benameur (2008-2013)
- Yacine Bendjaballah (2013-2020)
- Karim Ayache (2020 - décembre 2022)
- Adj Bouaouni (depuis décembre 2022)[12]